# Николај Жуковски
Николај Јегорович Жуковски (рус. Николай Егорович Жуковский; Орехово, 17. јануар 1847 — Москва, 17. март 1921) је био руски физичар, оснивач аеродинамике као науке, а бавио се аеромехаником и хидромехаником. 

## Биографија
Рођен је у селу Орехово Владимирска област у породици саобраћајног инжењера Јегора. После завршене основне школе завршио је Четврту мушку гимназију у Москви и прижељкивао је да по завршеној гимназији 1864. упише Саобраћајни факултет у Петерсбургу одсек за железницу. Међутим породица није могла да финансијски издржи такво студирање па је Николај уписао физику и математику, на наговор својих професора, на Московском универзитету. Након дипломирања 1868. године запослио се као професор математике у Другој женској гимназији у Москви где је радио до 1970. године.
Након само две године стажа у гимназији, Жуковски добија позив да предаје математику у Московској техничкој школи где поред математике од 1874. године предаје и теоријску механику. Паралелно са својим обавезама у настави ради магистарски рад из области кинематике течности који је одбранио 1876. године и посрављен је за руководиоца новоформиране Катедре за механику Московске техничке школе.
Докторску дисертацију из области стабилности кретања одбранио је на Московском Универзитету 1882. године и постао шеф катедре за механику на истом универзитету већ 1886. године. До тог времена он је већ 1885. добио престижно признање Н. Д. Брашман за теоријски рад из области динамике флуида. Био је веома плодан истраживач који је у току своје каријере објавио близу 200 радова из различитих области механике и математике. Из области Механике флуида и хидраулике написао је 46 радова, из Аромеханике 50, из Теоријске механике (укључујући астрономију и математику) 41 рад, из Примењене механике 30 радова а из Историје науке 27 радова. Најпознатија дела му се односе на хидромеханику и аеро-механику те га због тога сматрају за оснивачем руске школе ових области. Данас се Жуковски сматра „оцем руског ваздухопловства“.
На Конгресу лекара одржаном у Кијеву 1898. године правећи паралеле између птица и људи, суочен са чињеницом да је човек 800 пута тежи од ваздуха а мишићи су му 72 пута слабији од мишића птица, Н. Е. Жуковски је тада изговорио антологијску реченицу:
Мислим, да ће људи летети не захваљујући снази својих мишића него захваљујући снази свога ума.
Крајем 19. века многи пионири авијације широм света су покушавали да остваре вечити људски сан о лету, покушавајући да интуицијом докуче тајне птичијег лета. Жуковски је ишао другим путем, не омаловажавајући практичан рад проналазача, посветио се теоретским радовима и експериментима у којима поставља физичке основе летења и његову стабилност. Својим радовима Жуковски је доказивао да је лет машина тежих од ваздуха не само могућ него и неизбежан. Још за свога живота доживео је, да је наука и техника потврдила његове поставке.
Разрадио је методе експерименталне аеродинамике и организовао у Москви аеродинамичку лабораторију (1902), у којој је био изграђен аеродинамички тунел. У току Првог светског рата Жуковски је држао специјалне курсеве за руске пилоте пошто је он био прва особа у Русији која се бавила проучавањем бомбардовања из авиона. Жуковски је заједно са својим сарадником Тупољевим 1918. основао Централни аеро хидродинамички институт ЦАГИ (рус. Центральный аэро гидродинамический институт) који је постао највећи центар за развој ваздухопловне науке у свету, а Жуковски је био његов први руководилац.
Овенчан славом још за живота, Н. Е. Жуковски је умро у Москви 17. март 1921. и сахрањен на гробљу Донског манастира у Москви.

## Научно стручни рад

### Функција Жуковски
Жуковски је дао низ важних радова на подручју хидромеханике. Његови се радови делом односе и на астрономију и математику. Први је примјењивао у аеродинамици и хидромеханици теорију функција комплексне варијабле, и по њему је названа функција комплексне промјењиве {\displaystyle {\frac {1}{2}}(z+{\frac {1}{z}})}, функција Жуковског.

## Признања
- академик Академије наука Русије од 1894,
- професор Московског универзитета,
- професор Московског техничког факултета (сада носи назив Бауман),
- за 40 година рада 1911. добио је Златни инжењерски знак,
- на 50-то годишњицу научног рада Н.E. Жуковског 1920. године установљена је награда за најбоље радове из математике и механике са именом Н.E. Жуковског,
- на 100-то годишњицу рођења Н.E. Жуковског 1947. године установљена је годишња награда за достигнућа у области ваздухопловства са именом Н.E. Жуковског,
- на 100-то годишњицу рођења Н.E. Жуковског 1947. године установљене су стипендије за најбоље студенте Московског универзитета и Факултета за ваздухопловство Бауман са именом Н.E. Жуковског,
- град у коме се налази центар руске ваздухопловне науке (такозвани авиоград) Жуковски недалеко од Москве добио је назив по Н.E. Жуковском,
- један кратер на месецу је према њему добио име,
- неколико руских фабрика које се баве производњом намењене ваздухопловству носи име Н.E. Жуковског,
- Војна ваздухопловна инжењерска академија у Москви од 1922. године носи име Жуковског,
- Харковски ваздухопловни факултет носи име Жуковског,
- подигнут му је споменик (биста) у граду Москва и испред Харковског ваздухопловног факултета,
- Меморијални дом-музеј Н. Е. Жуковски је отворен 1937. године у родној кући научника[3],
- У пероиду од 1935. до 1950. године су објављена целокупна дела Н.E. Жуковског у 25 томова[4],
- године 1963. издата је поштанска марка Совјетског Савеза посвећана Н.E. Жуковском,
- у поводу 150 година рођења Н.E. Жуковског 1997. године издата је кованица од 2 рубља са ликом Н.E. Жуковском,
- читава плејада знаменитих совјетских конструктора авиона прве половине 20. века били су његови ученици.